# Lophocharis oxysternon
Lophocharis oxysternon is een soort in de taxonomische indeling van de raderdieren (Rotifera). 
Het dier behoort tot het geslacht Lophocharis en behoort tot de familie Mytilinidae. De wetenschappelijke naam van de soort werd voor het eerst geldig gepubliceerd in 1851 door Gosse.